# Rindum Sogn
Rindum Sogn er et sogn i Ringkøbing Provsti (Ribe Stift).
I 1800-tallet var Rindum Sogn, der hørte til Hind Herred i Ringkøbing Amt, anneks til Ringkøbing Sogn, der lå i Ringkøbing Købstad og kun geografisk hørte til herredet. Købstaden blev ved kommunalreformen i 1970 kernen i Ringkøbing Kommune. Den blev Rindum sognekommune også indlemmet i.
I Rindum Sogn ligger Rindum Kirke.
I sognet findes følgende autoriserede stednavne:
- Blæsenborg (bebyggelse)
- Femhøjsande (bebyggelse)
- Kærbyen (bebyggelse)
- Mejlby (bebyggelse)
- Nørby (bebyggelse)
- Ormstoft (bebyggelse)
- Rindum (bebyggelse)
- Rindum Kirkeby (bebyggelse)
- Rindum Kærby (bebyggelse)
- Sønderby (bebyggelse, ejerlav)
- Vanting (bebyggelse)
- Vester Rindum (bebyggelse)
- Vesterby (bebyggelse)
- Vesterhede (bebyggelse)
- Øster Rindum (bebyggelse)
- Østerby (bebyggelse)
- Østerkær (bebyggelse)